# Willkommen in Wellville
Willkommen in Wellville ist eine US-amerikanische Filmkomödie aus dem Jahr 1994. Der Regisseur Alan Parker schrieb das Drehbuch anhand des gleichnamigen Romans von T. C. Boyle.

## Handlung
Der Produzent der Cornflakes John Harvey Kellogg eröffnet am Anfang des 20. Jahrhunderts die exklusive Klinik Battle Creek Sanitarium. Alkohol und Zigaretten sind streng verboten, ebenso Fleischverzehr und Sex. Die Patienten werden mit merkwürdigen Geräten und dubiosen Methoden behandelt.
Eleanor Lightbody, die die Einrichtung bereits zweimal besuchte, überredet ihren Ehemann William, sich der Behandlung zu unterziehen. William leidet unter starken Magenbeschwerden. Er ist skeptisch und leidet unter der Behandlung, die ihm zudem unseriös erscheint. Er wird Zeuge mehrerer Todesfälle und lehnt sich gegen die Vorschriften auf. Dazu wird er von starken sexuellen Phantasien geplagt und halluziniert. Bei verschiedenen Begegnungen mit einer anderen Patientin, Ida Muntz, die ihn unverhohlen zum Sex auffordert, kann er nicht widerstehen.
Währenddessen versucht ein Mann namens Charles Ossining, Cornflakes herzustellen. Diese neue Erfindung stammt ursprünglich von J.H. Kellogg, mittlerweile ist jedoch sein Bruder, der die Cerealien unter gleichem Familiennamen verkauft, der Profiteur dieser Erfindung. Inzwischen versuchen unzählige Hersteller, die Produkte zu kopieren, auch Ossining gehört dazu. Seine Verbindungen ins Business sind jedoch ein Ärgernis: Der Geschäftspartner, dem er eine hohe Summe Geld anvertraute, um eine Fabrik aufzubauen, verprasst es leichtfertig und flüchtet sich in Ausreden. Die anschließende Suche eines Gebäudes endet in einer abbruchreifen Fabrik, in der Schweine und Ratten herumlaufen. Es gelingt, einen ehemaligen Mitarbeiter von Kellogg’s für die Zusammenarbeit zu gewinnen. Dieser war jedoch nicht in der Herstellung, sondern im Stall beschäftigt und ist ahnungslos, was die Rezeptur betrifft. Durch Zufall begegnet Ossining George, dem ungeliebten Adoptivsohn Kelloggs. Er engagiert ihn, um ebenfalls unter dem Namen Kellogg, der als einziger in der unüberschaubaren Branche Erfolg verspricht, die Flakes zu vertreiben. Die Herstellung gerät zum Fiasko. Über zwanzig verschiedene Rezepturen werden ausprobiert, die Ergebnisse werden selbst von den Schweinen nicht angerührt. Aus Verzweiflung brechen die Firmengründer bei Kellogg’s in der Flakes-Produktion ein, stehlen massenweise Ware, die sie in eigene Kartons umfüllen und vertreiben.
Dubiose Heilmethoden werden in dieser Zeit von verschiedensten Ärzten angewandt. Eleanor lernt Dr. Badger und Dr. Spitzvogel kennen, deren Behandlungskonzepte auf sexuellen Theorien und Praktiken basieren. Badger ist Autor eines Buches über die Klitoris, Spitzvogel hat eine Methode „erfunden“, die er „manuelle Handhabung“ nennt. Damit bezeichnet er die Stimulation der weiblichen Genitalien mit seiner Hand. Auch Eleanor lässt sich von Spitzvogel „behandeln“.
Eleanor beichtet einer Bekannten aus dem Sanatorium, dass sie die Krankheit ihres Mannes verschuldet hat. Sie hat ihm außerdem als Schlafmittel unbemerkt Opium in die Getränke gemischt und ihn damit süchtig gemacht. Das ist auch der Grund für die Halluzinationen ihres Mannes.
In einer Bar trifft William Lightbody Charles Ossining, den er bei der Zugfahrt kennengelernt hatte. Die beiden betrinken sich. Lightbody stellt Ossining einen großzügigen Scheck aus, um ihn aus den Geldnöten zu befreien.
Als Lightbody in die Klinik zurückkehrt, merkt Kellogg, dass William Alkohol trank. William übergibt sich auf Kelloggs Bekleidung. Kellogg sieht sich das Erbrochene an und stellt fest, dass William regelwidrig Fleisch aß.
Ossining wird inzwischen von der Polizei verhaftet. Sein ehemaliger Kompagnon hat im Hotel die Zeche geprellt und ist geflüchtet.
Bei einem Silvesterfeuerwerk geht das Sanatorium in Flammen auf. Der ungeliebte Adoptivsohn George hat es angezündet. Das Gebäude brennt vollständig ab, die Gäste fliehen. Bei der Aufregung kann sich Ossining wieder befreien. Kellogg vergibt George und schließt ihn in die Arme.
Ossining hat sich später auf die Herstellung eines Getränks umorientiert. Er fügt Wasser massenweise Zucker und Extrakte der Coca-Pflanze zu. Mit diesem Getränk, das er Cola nennt, macht er ein Vermögen.
Die Klinik wird später wieder aufgebaut. John Harvey Kellogg will mit einem Sprung ins Wasser demonstrieren, wie fit er auch mit über siebzig Jahren noch ist. Während des Sprunges erleidet er einen Herzanfall und stirbt.

## Kritiken
James Berardinelli schrieb auf ReelViews, der Film sei nur in der ersten halben Stunde amüsant. Die Witze könne man häufig als „Toilettenhumor“ („toilet humor“) auffassen. Die Mitarbeit von Anthony Hopkins garantiere keinen guten Film als Ergebnis. Die Mitwirkung von Dana Carvey und John Cusack sei „absolut entbehrlich“ („totally superfluous“); Matthew Broderick und Bridget Fonda seien „hoffnungslos fehlplaziert“. Gute Schauspieler wie Colm Meaney und John Neville würden nur unbedeutende Nebenrollen spielen. Die Regie und das Drehbuch seien schlecht.
Roger Ebert schrieb in der Chicago Sun-Times vom 28. Oktober 1994, er sei nicht sicher, ob die Komödie jedermann gefallen könne. Er würde sie mögen.
Hal Hinson schrieb in der Washington Post vom 28. Oktober 1994, der Film könne die Zuschauer „krank“ („sick“) machen. Er sei geschmackloser als die Sketche von Monty Python.
Peter Stack kritisierte im San Francisco Chronicle vom 5. Mai 1995, der Film habe „wenig Substanz“ und sei trotz des Potentials schlecht. Die Besetzung der Rolle von John Harvey Kellogg mit Anthony Hopkins sei „inspiriert“, aber das Drehbuch mache den Charakter zweidimensional.
Das Lexikon des internationalen Films kritisierte die „überbordende Geschichte mit einigen Derbheiten, die ihre einzelnen Erzählstränge nur mühselig mit Parallelmontagen zusammenhalten kann und dabei an Eleganz und Tempo verliert.“

## Auszeichnungen
Peter Biziou wurde 1994 für den Best Cinematography Award der British Society of Cinematographers nominiert.